# Live at Gamla Bíó
Live at Gamla Bíó è il primo album dal vivo del gruppo musicale islandese Low Roar, pubblicato il 3 luglio 2015 dalla Tonequake Records.

## Descrizione
Comprende le registrazioni del concerto tenuto dal gruppo presso il teatro d'opera Gamla Bíó di Reykjavík durante il festival Iceland Airwaves 2014, occasione in cui è stato accompagnato dal quartetto d'archi Amiina.

## Tracce
Testi e musiche di Ryan Karazija.
1. Intro – 3:01
2. Breathe In – 7:24
3. Easy Way Out – 4:25
4. I'll Keep Coming – 5:28
5. Just a Habit – 3:46
6. Anything You Need – 3:17
7. Vampire on My Fridge – 7:10
8. Dreamer – 5:43

## Formazione
Gruppo
- Ryan Karazija – voce, sintetizzatore, chitarra acustica (tracce 3-5 e 8)
- Leifur Björnsson – sintetizzatore
- Logi Guðmundsson – batteria

Altri musicisti
- Amiina
  - María Huld Markan Sigfúsdóttir – violino
  - Edda Rún Ólafsdóttir – violino
  - Ólöf Júlía Kjartansdóttir – viola
  - Sólrún Sumarliðadóttir – violoncello

Produzione
- Andrew Scheps – missaggio